# 富姓
富姓是中文姓氏之一，在《百家姓》中排第219位

## 來源
- 源自姬姓，周襄王時期姬姓大夫富辰，封地在「富」，以為姓氏。
- 源自富父氏，富父為複姓，炎帝神農氏第十一代後有富父氏，省略為富氏。
- 源自巴顏氏，在遼代為屬國，在金代則為部名，後為姓，以部為氏，改漢字單姓“富”。
- 源自滿州族，如富察氏、富森氏、富思庫氏等後代改姓富氏。

## 迁徙分布
富姓由汉至唐，主要居住于山东、河南一带。其时富氏族人，在齐郡形成望族。直至宋朝以后，因战乱、仕宦关系，逐步迁移到浙江、江苏、陕西等地。
滿蒙二族皆有巴顏氏，滿族巴顏氏世居齊齊哈爾地方，為滿族八旗姓氏之一，蒙古族巴顏氏，則居敖漢地方，為蒙八旗姓氏之一。“巴顏”乃“富裕”之意，故依漢語改單姓富姓或於姓。
满族富氏是当今富姓中最为庞大的一支。满族富氏为原满姓中富察氏的后裔。富察氏是清朝道光末年，仿效汉族文化，取其满族多音节姓氏中的第一个音节富，而冠用的汉字姓。富察氏原本作為蒲察氏，清代之後改爲富察氏。金朝時的富察氏別姓為李氏。金肅宗靖宣皇后、睿宗欽慈皇后、章宗欽懷皇后，皆爲富察氏的前人。满族富氏于清朝入关时，主力居住在今日吉林省伊通县境内的阿什河、斡泯河流域。

## 延伸阅读
[在维基数据编辑]
 《百家姓》
 《欽定古今圖書集成·明倫彙編·氏族典·富姓部》，出自陈梦雷《古今圖書集成》